# 西里奇伍茲 (阿肯色州)
西里奇伍茲（英語：West Richwoods）是位於美國阿肯色州斯通縣的一個非建制地區。該地的面積和人口皆未知。

## 地理
西里奇伍茲的座標為35°49′35″N 92°10′19″W / 35.82639°N 92.17194°W，而該地的平均海拔高度為310米（即1030英尺）。